# Сеграда I (Мантова)
Сеграда I је насеље у Италији у округу Мантова, региону Ломбардија.
Према процени из 2011. у насељу је живело 50 становника. Насеље се налази на надморској висини од 43 м.